# Branne (Doubs)
Branne é uma comuna francesa na região administrativa de Borgonha-Franco-Condado, no departamento de Doubs. Estende-se por uma área de 6,45 km². Em 2010 a comuna tinha 181 habitantes (densidade: 28,1 hab./km²).